# Puerto Rico en los Juegos Paralímpicos de Pekín 2008
Puerto Rico estuvo representado en los Juegos Paralímpicos de Pekín 2008 por tres deportistas, dos hombres y una mujer.

## Medallistas
El equipo paralímpico puertorriqueño obtuvo las siguientes medallas:
| Nombre      | Deporte | Evento                            |
| ----------- | ------- | --------------------------------- |
| Oro         |         |                                   |
| —           |         |                                   |
| Plata       |         |                                   |
| —           |         |                                   |
| Bronce      |         |                                   |
| Nilda Gómez | Tiro    | Rifle de aire de pie SH1 femenino |